# 日本大学第三中学校・高等学校の人物一覧
日本大学第三中学校・高等学校人物一覧は、日本大学第三中学校・高等学校の出身者・関係者一覧。

## 出身者

### 政治・経済
- 中島久万吉（政治家、実業家、男爵）
- 磯野長蔵（実業家、キリンビール、明治屋社長）
- 貝島太市（実業家、石炭財閥）
- 菅礼之助（実業家、東京電力会長）
- 森恪（政治家、「日本のセシル・ローズ」）
- 伊藤平治郎（政治家）
- 池邊龍一（外交官、東洋拓殖総裁、元首相秘書官）
- 児島正一郎（外交官、児島惟謙の長男）
- 宮岡公夫（実業家、日本郵船会長） - のち府立一中に編入
- 原田憲治（政治家、衆議院議員）
- 是枝周樹（実業家、ミロク情報サービス社長）
- 奥島貞雄（自由民主党職員）

### 大学教員
- 津村秀松（高等商業学校（現一橋大学）教授、神戸高商（現神戸大学）教授）
- 堀光亀（東京商科大学（現一橋大学）付属専門部主事）
- 内池廉吉（神戸高商教授、東京高商（現一橋大学）教授）
- 田崎慎治（神戸商業大学（現神戸大学）初代学長）
- 田尻常雄（長崎高商（現長崎大学）校長、横浜高商（現横浜国立大学）初代校長）
- 西川正治（東京帝国大学名誉教授）
- 黒川兼三郎（早稲田大学教授）
- 西尾孝（早稲田大学教授）

### 文化
- 岡本一平（漫画家、作詞家、小説家）
- 菅裸馬（俳人）
- 池田大伍（劇作家）
- 岩田藤七（ガラス工芸家）
- 小野佐世男（漫画家、画家、随筆家、小説家）
- 邦枝完二（小説家）
- 茂田井武（画家）
- 秋谷豊（詩人）
- 辻邦生（小説家）
- 榊田敬二（俳優）
- 大川橋蔵（俳優）
- 若山富三郎（俳優）
- 村上不二夫（俳優）
- 佐藤允（俳優）
- 根津甚八（俳優）
- ショー・コスギ（俳優）
- Dr.コパ（本名：小林祥晃／建築家）
- 立川志らく（本名：新間一弘／落語家）
- 竹島悟史（音楽家、NHK交響楽団打楽器奏者）
- 小川類（作曲家）
- 森久保祥太郎（声優）
- 相馬幸人（声優）
- 光石富士朗（映画監督）
- ネイバーユース（アーティスト)
- 齋藤ヤスカ（俳優、日本大学第三中学校卒業）
- 千眼美子（清水富美加）（女優、モデル、日本大学第三中学校卒業）
- 畠山健二（小説家）
- 丸山芳良（歌人）
- 西口沙織（チアリーダー）

### 野球選手
- 根本陸夫（元西武ライオンズ監督、元福岡ダイエーホークス球団社長、野球殿堂）
- 関根潤三（元ヤクルトスワローズ監督、野球殿堂）
- 田口周（日本大学第三高等学校野球部第6代監督、元ヤクルトスワローズ球団社長）
- 上林繁次郎（元東急フライヤーズ選手）
- 坂本茂（元読売ジャイアンツ･近鉄バファローズ、国民リーグ 大塚アスレチックス選手）
- 鬼頭政一（元太平洋クラブライオンズ監督）
- 本田耕一（元法政大学野球部選手）
- 今泉勝義（元プロ野球選手）
- 若杉輝明（元プロ野球選手）
- 宮沢重雄（元大洋ホエールズ選手）
- 並木輝男（元阪神タイガース、東京オリオンズ選手）
- 金博昭（元プロ野球選手）
- 倍賞明（日産自動車元監督、倍賞千恵子の実弟）
- 萩原宏久（日本大学第三高等学校野球部第9代監督、元読売巨人軍チーフトレーナー）
- 千原陽三郎（元中日ドラゴンズ選手）
- 大橋穣（元東映フライヤーズ、阪急ブレーブス選手）
- 石塚雅二（元ヤクルトアトムズ選手）
- 佐藤道郎（元中日ドラゴンズ二軍監督）
- 古賀正明（元プロ野球選手）
- 畑野実（元プロ野球選手）
- 柴田民男（元プロ野球選手）
- 小枝守（高校野球指導者、日大三高監督、拓大紅陵高監督）
- 吉沢俊幸（元阪急ブレーブス選手）
- 待井昇（元太平洋クラブライオンズ選手）
- 福島孝二（元プロ野球選手）
- 豊田誠佑（元中日ドラゴンズ選手）
- 小倉全由（関東一高・日大三高野球部監督）
- 野中寿人（元野球インドネシア代表・スリランカ代表監督）
- 福王昭仁（元読売ジャイアンツ選手）
- 宮下昌己（元中日ドラゴンズ投手）
- 野林大樹（元近鉄バファローズ・広島東洋カープ・ヤクルトスワローズ選手、駿河台大学野球部監督・JPアセット野球部監督）
- 桑認（元近鉄バファローズ選手）
- 内田和也（元西武ライオンズ選手）
- 千葉英貴（元横浜ベイスターズ選手）
- 近藤一樹（元東京ヤクルトスワローズ選手）
- 都築克幸（元中日ドラゴンズ選手）
- 宮寺匡広（元アメリカ独立リーグ選手）
- 荒木郁也（元阪神タイガース選手）
- 吉田裕太（元千葉ロッテマリーンズ選手）
- 山﨑福也（北海道日本ハムファイターズ選手）
- 髙山俊（オイシックス新潟アルビレックスBC 選手）
- 宮之原健（元武蔵ヒートベアーズ選手、Baseball5日本代表）
- 吉永健太朗（元社会人野球選手、2011年夏の甲子園大会優勝投手）
- 関谷亮太（元千葉ロッテマリーンズ選手）
- 横尾俊建（元東北楽天ゴールデンイーグルス選手）
- 甘露寺仁房（元滋賀GOブラックス選手）
- 伊藤裕季也 (東北楽天ゴールデンイーグルス選手)
- 坂倉将吾（広島東洋カープ選手）
- 櫻井周斗（台鋼ホークス選手）
- 井上広輝（埼玉西武ライオンズ選手）
- 廣澤優（東京ヤクルトスワローズ選手）

### 野球以外のスポーツ
- 安部奈知（元ボブスレー選手、元アメリカンフットボール選手、日本大学フェニックス・リクルートシーガルズ）
- 片山右京（元F1ドライバー、登山家）
- 鈴木弘（元競泳選手）
- 角田裕毅（F1ドライバー）
- ウザ強ヨシヤ（キックボクサー）